# Paulino Viota
Paulino Viota Cabrero (Santander, 1948) es un director y profesor español de cine.

## Biografía
Viota estudió Ciencias Económicas en la Universidad de Bilbao y en la Complutense. Ha dirigido cuatro cortometrajes, un mediometraje y tres largometrajes, además de la película experimental Duración, concebida para ser proyectada, en principio, indefinidamente. Es también autor de numerosos artículos y publicaciones e imparte clases en varias instituciones públicas y privadas. Se han proyectado retrospectivas y celebrado coloquios sobre su filmografía, como por ejemplo en Madrid (España), en el Círculo de Bellas Artes en 2010 o en la Galería Nacional del Juego de Palma en París (Francia), en 2014.

## Filmografía
- Las ferias (1966, cortometraje)
- José Luis (1966, cortometraje)
- Tiempo de busca (1967, mediometraje)
- Fin de un invierno (1968, cortometraje)
- Duración (1970, proyección continua)
- Contactos (1970, largometraje)
- Jaula de todos (1974, cortometraje)
- Con uñas y dientes (1978, largometraje)
- Cuerpo a cuerpo (1982, largometraje)

## Publicaciones
- Diferentes artículos de prensa.
- La herencia del cine (Ediciones Asimétricas, 2019)[3]
- Simetrías. Los 5 actos en las películas de John Ford (Athenaica Ediciones, 2022).
- Jean-Luc Godard. 60 años insumiso (Athenaica Ediciones, 2022).
- El genio de Eisenstein (Athenaica Ediciones, 2023).
- La familia del cine (Athenaica Ediciones, 2024).